# Bjelopolje
Bjelopolje – wieś w Chorwacji, w żupanii licko-seńskiej, w gminie Plitvička Jezera. W 2011 roku liczyła 114 mieszkańców.
Jest położone na Bijelim polju.